# Schweröl
Schweröl (englisch Heavy Fuel Oil, HFO) ist ein Rückstandsöl aus der Destillation oder aus Crackanlagen der Erdölverarbeitung. Internationale Handelsbezeichnung eines solchen Öles ist Marine (Residual) Fuel Oil (MFO; deutsch Marines Rückstandsöl), manchmal wird es auch unter der US-Bezeichnung Bunker C geführt.
Es dient gemischt mit Dieselöl als Schiffstreibstoff, als Brennstoff für Dampflokomotiven mit Ölhauptfeuerung sowie für Kraftwerke zur Stromerzeugung und zur Erzeugung von Prozessdampf.

## Herstellung
Schweröle verbleiben hauptsächlich als Rückstände der Erdölverarbeitung. Hierbei heißt Rückstand, dass diese Komponente als nicht mehr verdampfbarer Teil („Sumpf“) eines erdölverarbeitenden (meist destillativen) Prozesses entstanden ist. Technisch unterscheidet man dabei zwischen atmosphärischem Rückstand (long residue, Sumpf der atmosphärischen Kolonne), Vakuumrückstand (short residue, Sumpf der Vakuumkolonne), Visbroken residue (Sumpf aus der atmosphärischen Visbreaker-Kolonne) oder flashed visbroken residue (Vakuumrückstand aus der Vakuumkolonne eines Visbreakers). Heutzutage kommen aus ökonomischen Gründen vorwiegend gecrackte Vakuumrückstände zum Einsatz. In all diesen Komponenten befinden sich die „schwersten“ Bestandteile des Erdöls, die sogenannten Asphaltene, hochkondensierte aromatische Verbindungen, die zum Teil mit Metallen komplexiert sind. Diese Verbindungen sind für die schwarze Farbe dieser Schweröle verantwortlich.
Solche Rückstände haben hohe Viskositäten (300 bis 30.000 mm²/s bei 100 °C), sie werden mit sogenannten Verdünnern (Diluents, auch cutter stocks genannt) auf die Spezifikationsviskosität (zu spezifikationsgerechtem MFO) zurückgemischt. Solch eine Mischung nennt man Blend (aus Einzelkomponenten auf Spezifikation gemischt). Allerdings besteht MFO meist nur aus zwei bis drei Komponenten; im Vergleich dazu besteht Benzin aus gegebenenfalls 10 und mehr Komponenten. Als Verdünner kann alles Mögliche – von Kerosin (0,1 mm²/s bei 100 °C) bis zu „Visbreaker-Vakuumdestillat“ (Flashed Cracked Distillate, 6 mm²/s bei 100 °C) – zur Anwendung kommen. Beliebt ist sogenanntes Light Cycle Oil (LCO), Heavy Cycle Oil (HCO) oder Slurry aus der FCC-Anlage. Natürlich sind andere Spezifikationen – speziell der Flammpunkt – mitzuberücksichtigen. Deshalb fällt Kerosin in vielen Fällen als Diluent aus, obwohl es ökonomisch die beste Alternative darstellt (der beste „Viskositätseffekt“, deshalb geringer Bedarf an diesem Diluent und – trotz relativ hohen Preises – die beste Ökonomie). Der Schwefelgehalt des erzeugten Schweröls wird durch die Auswahl des Erdöls gesteuert und ggfs. durch Zudosierung hochschwefliger Rückstandskomponenten eingestellt.
Bei Verwendung von Heavy Cycle Oil oder Slurry kann der Treibstoff mit sogenannten „catalyst fines“ (fein zerriebener Zeolith-Katalysator des FCC) kontaminiert sein. Fines können während der Aufbereitungsphase an Bord unter Umständen nicht vollständig beseitigt werden (veraltetes Separatorsystem oder Ähnliches). Sie sind verantwortlich für die Abrasion im Treibstofftransportsystem und im Motor.

## Eigenschaften

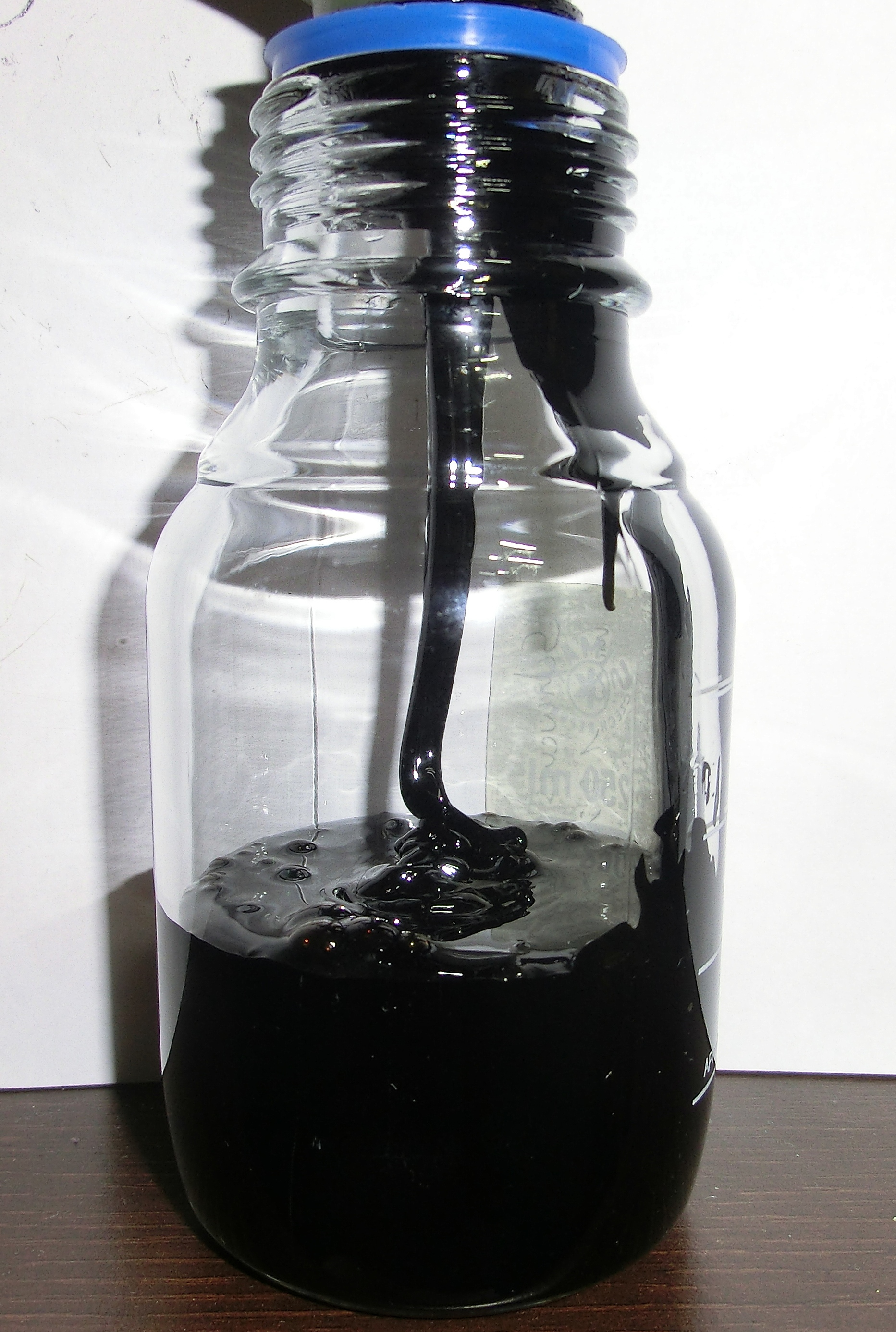
Schwerölprobe. Erst durch Erhitzen wird die für den Betrieb von Motoren notwendige geringe Viskosität erreicht.

Hauptbestandteile des MFO sind vor allem Alkane, Alkene, Cycloalkane und hochkondensierte aromatische Kohlenwasserstoffe (Asphaltene) mit etwa 20 bis 70 Kohlenstoff-Atomen pro Molekül und einem Siedebereich zwischen 300 °C und ≈ 700 °C (das Siedeende von 700 °C ist eine berechnete Größe). Daneben treten noch aliphatische sowie heterocyclische Stickstoff- und Schwefelverbindungen auf (Stickstoffgehalt: 0,5 % und mehr / Schwefelgehalt: bis ≈ 6 %). In Rückstandsölen sind alle metallischen Verunreinigungen des Erdöls aufkonzentriert, wie Nickel, Vanadium, Natrium und Calcium. Alle weiteren Eigenschaften werden durch die Spezifikationen vorgegeben.

## Spezifikationen
Schweröl ist in verschiedenen Qualitäten erhältlich. So regelt MARPOL 73/78 Annex VI den Ausstoß von Schwefel-Verbrennungsprodukten in bestimmten Seegebieten, weshalb sogar – von der Norm abweichende – schwefelreduzierte Qualitäten hergestellt werden. Entsprechend der Norm für Marine-Kraftstoffe in der aktuellen Fassung von 2005 wird zwischen „Marine Distillate Fuel Oil“ (DMX, DMA/MGO = Marine Gasoil, DMB/MDO = Marine Diesel Oil, DMC) und „Marine Residual Fuel Oil“ (siehe Tabelle) unterschieden, wobei es sich bei den „Residual Fuels“ um Schweröle im engeren Sinne handelt. Eine Sonderstellung stellt die Sorte DMC dar: Hier erlauben die Spezifikationen das Zumischen von Rückstandsöl.
Bei Nichteinhaltung der bestellten Spezifikation kann der Schiffseigner die Lieferung beanstanden und unter Umständen die Tanks auf Kosten des Lieferanten vollständig auspumpen lassen.
Die wichtigsten Spezifikationen limitieren die Dichte, Viskosität, den Wassergehalt und den Flammpunkt. Weitere Qualitätseigenschaften ergeben sich aus dem sogenannten micro carbon residue-Test (MCR, beschreibt die Neigung des MFO, Koksablagerungen zu bilden) und dem Total Sediment Potential (TSP).
- Die Dichte darf die Spezifikationsgrenze nicht überschreiten, da sonst die Wasserseparation (s. u.) nicht mehr funktioniert. Früher lag das Limit bei 0,991 kg/L; neue Separatortechniken erlauben eine Dichte des Schweröls von bis zu 1,010 kg/L (Sorten RMK).
- Die Viskosität wird durch die technischen Möglichkeiten des Systems bestimmt (Lagertemperatur, maximale Pumpviskosität, Vorwärmtemperatur e.g. Einspritzdüsenviskosität). Die Zahl hinter dem 3-Buchstabenkürzel beschreibt die Viskosität bei 50 °C (zum Beispiel weist RMG-380 eine Viskosität von maximal 380 mm²/s bei 50 °C auf).
- Ein hoher Wassergehalt ist ökonomisch unerwünscht und belastet zudem die Separatoren und das Einspritzsystem.
- Der Flammpunkt ist eine wichtige sicherheitstechnische Größe (s. u.).
- Ein zu hoher MCR führt zu Ablagerungen von Koks an den Einspritzdüsen und im Brennraum.
- Das TSP beschreibt das Potential des MFO, Sedimente (= Ablagerungen ausgeflockter Asphaltene) zu bilden (siehe Aufbereitung). Ein Ausflocken führt zur Belastung der Separatoren, im Extremfall zur Blockade des gesamten Kraftstoffsystems.

| Parameter                      | Einheit | Limit | RMA 25 | RMB 30 | RMD 80 | RME 180 | RMF 180 | RMG 380 | RMH 380 | RMK 380 | RMH 700 | RMK 700 |
| (Int. Bezeichner)              |         |       |        |        |        | IFO 180 | IFO 180 | IFO 380 | IFO 380 |         |         |         |
| ------------------------------ | ------- | ----- | ------ | ------ | ------ | ------- | ------- | ------- | ------- | ------- | ------- | ------- |
| Dichte (15 °C)                 | kg/L    | Max   | 0,960  | 0,975  | 0,980  | 0,991   | 0,991   | 0,991   | 0,991   | 1,010   | 0,991   | 1,010   |
| Viskosität bei 50 °C           | mm²/s   | Max   | 30,0   | 30,0   | 80,0   | 180,0   | 180,0   | 380,0   | 380,0   | 380,0   | 700,0   | 700,0   |
| Wasser                         | % (V/V) | Max   | 0,5    | 0,5    | 0,5    | 0,5     | 0,5     | 0,5     | 0,5     | 0,5     | 0,5     | 0,5     |
| Schwefel                       | % (m/m) | Max   | 3,5    | 3,5    | 4,0    | 4,5     | 4,5     | 4,5     | 4,5     | 4,5     | 4,5     | 4,5     |
| MCR                            | % (m/m) | Max   | 10     | 10     | 14     | 15      | 20      | 18      | 22      | 22      | 22      | 22      |
| Aluminium + Silizium           | mg/kg   | Max   | 25     | 40     | 40     | 50      | 60      | 60      | 60      | 60      | 60      | 60      |
| Flammpunkt                     | °C      | Min   | 60     | 60     | 60     | 60      | 60      | 60      | 60      | 60      | 60      | 60      |
| Pourpoint, Sommer              | °C      | Max   | 6      | 24     | 30     | 30      | 30      | 30      | 30      | 30      | 30      | 30      |
| Pourpoint, Winter              | °C      | Max   | 0      | 24     | 30     | 30      | 30      | 30      | 30      | 30      | 30      | 30      |
| Total Sediment Potential (TSP) | %wt     | Max   | 0,1    | 0,1    | 0,1    | 0,1     | 0,1     | 0,1     | 0,1     | 0,1     | 0,1     | 0,1     |

### Qualitätskontrolle
Entsprechend den MARPOL-Regularien (MARPOL 73/78 ANNEX VI) muss zumindest eine Probe (MARPOL-Probe) von jeder Brennstofflieferung am Bunkermanifold des zu bebunkernden Schiffes gezogen werden. Zulässige Verfahren der Probennahme sind gemäß MARPOL:
1. von Hand mittels Ventil einstellbare Probenehmer mit kontinuierlichem Tropfen,
2. zeitproportionale Automatikprobenehmer,
3. strömungsproportionale Automatikprobenehmer.

Diese Probenehmer müssen so arbeiten, dass eine über den gesamten Bunkervorgang repräsentative Probe entsteht. In der Regel wird mittels Probenehmer eine größere Probe in ein Spezialgefäß gezogen und diese (nachdem der Bunkervorgang abgeschlossen ist) in vier spezielle Probeflaschen umgefüllt, etikettiert und von beiden Parteien versiegelt. Eine der Proben wird an ein Prüflabor geschickt. Idealerweise sollte mit dem Verbrauch des neuen Brennstoffes erst begonnen werden, wenn das Labor bestätigt, dass der Brennstoff den Angaben auf dem Lieferschein (Bunker Delivery Note) und damit der Norm entspricht. Eine Probeflasche erhält der Lieferant des Brennstoffes. Die MARPOL-Probe und die 4. Probe, kommerzielle Probe genannt, verbleiben an Bord. Die MARPOL-Probe muss so lange an Bord behalten werden, bis der Brennstoff überwiegend verbraucht ist, mindestens jedoch 12 Monate. Sie dient der Kontrolle durch die Behörden der Hafenstaaten, zum Beispiel, um den Schwefelgehalt zu prüfen. Die Etiketten der Probenflaschen müssen immer vom leitenden Ingenieur an Bord und vom Lieferanten unterschrieben sein. Meist übergibt der Lieferant des Brennstoffes eine in der Bunkereinrichtung (Bunkerbarge oder Landeinrichtung) gezogene Probe. Auch diese wird an Bord aufbewahrt.

## Aufbereitung und Umweltaspekte
Schweröl ist bei Zimmertemperatur (20 °C) hochviskos (von etwa 1.500 bis 10.000 mm²/s, je nach Sorte) mit einer Dichte bis 1,010 kg/L (bei 15 °C; somit etwas schwerer als Wasser von 4 °C). Um Schweröl pumpfähig zu machen bzw. zu halten, muss es auf 40 bis etwa 50 °C Lager- bzw. Verpumpungstemperatur erwärmt werden. Zur Einspritzung in den Motorverbrennungsraum wird MFO auf 130 bis 140 °C aufgeheizt (entspricht 8 bis 15 mm²/s). Für den Hilfskesselbetrieb und den Kesselbetrieb auf Dampfschiffen oder Dampflokomotiven gelten ähnliche Werte.
Schweröl enthält bis zu 2,5 % unbrennbare Bestandteile. Normalerweise werden vor der Verbrennung zuerst das Wasser und dann die festen Bestandteile (fines, Sedimente aus Asphaltenen) entfernt (Absetzbehälter, Separatoren, Filter) und als Abfall, sogenannter Schlamm (engl. Sludge), in Tanks gesammelt. Zu hohe Sludge-Mengen belasten die Reinigungsanlagen. Die Kapazität der Reinigungsanlagen kann in extremen Fällen zum Engpassfaktor bei hoher Motorlast werden; dies könnte die Sicherheit des Schiffes auf See beeinträchtigen.
Sludge (der Inhalt der Sludge-Tanks) kann gebührenpflichtig in Häfen entsorgt werden. Noch vorhandener Ölgehalt enthält eine gewisse Energie. Um Kosten zu sparen, wurde Sludge früher auch auf See verklappt. An Strände gespülte bzw. getriebene Sludge-Klumpen verschmutzen auch heute noch manche Strandabschnitte.
Im Jahr 1973 setzte die International Maritime Organization (IMO) die International Convention for the Prevention of Marine Pollution from Ships (MARPOL) in Kraft. Die Konvention wurde im Jahre 1978 grundlegend erweitert; sie wird allgemein als MARPOL 73/78 bezeichnet. Die MARPOL 73/78 hat sechs Anhänge ANNEX I bis ANNEX VI, die den Umgang mit Schadstoffen auf Schiffen reglementieren.
MARPOL 73/78 Annex I reglementiert den Umgang mit ölartigen Stoffen an Bord von Schiffen, insbesondere die Führung eines Öltagebuchs, das den Verbleib aller Öle dokumentiert. Die Einhaltung dieser Regularien wird von den Flaggenstaaten und den Hafenstaaten in kurzen Abständen unregelmäßig kontrolliert.
Die Nutzung von Schweröl als Betriebsstoff von Schiffsmotoren wird von Umweltverbänden wie dem NABU angeprangert. Die Kritik richtet sich gegen die Verklappung von Sludge und auch gegen den hohen Schadstoffausstoß im Normalbetrieb. Kritisiert werden der hohe Rußausstoß und der Schwefelanteil des Schweröls (vgl. Tabelle weiter oben). Zum Vergleich: Heizöl (Standard) hat einen Schwefelanteil von maximal 1 ‰, Heizöl schwefelarm einen solchen von maximal 0,05 ‰.

## Preise
Die Preise für MFO orientieren sich in Europa am Rotterdamer Markt, international auch an den Marktpreisen von Houston, Fujairah und Singapur. Es werden diverse Sorten notiert, zum Beispiel BUNKER 380 CST (entspricht RMG 380). Die Sorten werden in US-Dollar je 1000 kg (US-$/t) gehandelt. Verschiedene Publikationsorgane berichten (zum Teil täglich) über aktuelle Handelspreise und Volumina, zum Beispiel Platts und ICIS. Der Preis versteht sich, zumindest in Rotterdam, als: „delivered in ship“. Eine genaue Definition der diversen Notierungen findet man bei Platts.
Seeschiffe nutzen MFO als Kraftstoff für den Hauptantrieb, der Preis stieg ab Frühjahr 2005 von ca. 200 auf über 700 US-$/t im Juli 2008.
In Rotterdam kostete am 19. Juni 2013 1 t IFO380 595 $, IFO 180 618 $, MGO 894 $.
Die hohen Kraftstoffpreise und die schwache Nachfrage nach Gütern durch die Weltwirtschaftskrise führten dazu, dass Schiffe häufig mit verminderter Geschwindigkeit unterwegs sind, um Treibstoff zu sparen (Slow steaming). Eine Minderung der Reisegeschwindigkeit von 25 auf 20 Knoten beispielsweise kann den Verbrauch um rund 50 % senken (abhängig von Bauform des Schiffsrumpfs, Menge des Bewuchses (Fouling) am Unterschiff, Trimmung des Schiffes u. a.).

## Angebot und Nachfrage
Obwohl beispielsweise in Deutschland die Ölindustrie durch moderne Raffinerie-Techniken (zum Beispiel Delayed Coker, Rauchgasentschwefelung oder der POx) den Anteil des Schweröls am Produktportfolio deutlich verringert hat, erfreut sich MFO – wegen der stark gestiegenen internationalen Handelsströme und des damit verbundenen Schiffsverkehrs – einer verstärkten Nachfrage. Auch wegen des stark ansteigenden Bedarfs der Volksrepublik China ist nicht mit einem Rückgang der Schweröl-Verbrennung zu rechnen, sondern eher mit einem Anstieg. Steuern lässt sich das Angebot eigentlich nur über die Rohölauswahl (Verarbeitung „schwererer“ Rohöle).
Illegale Beimengungen werden beobachtet. Es können zum Beispiel Reste aus der Kunststoffherstellung oder Altöle beigemengt werden. Damit sparen die Täter Entsorgungskosten und verdienen zusätzlich am Verkauf. Die Beimengungen führen oft zu Problemen bei der bordseitigen Kraftstoffreinigung.